# وحدة الحقول
وحدة الحقول (بالإنجليزية: Unity of Fields)، المعروفة سابقًا باسم فلسطين أكشن الولايات المتحدة (بالإنجليزية: Palestine Action US)، هي منظمة تضامن أمريكية فلسطينية. بدأت باعتبارها فرع الولايات المتحدة لمنظمة «فلسطين أكشن»، وهي شبكة احتجاج مؤيدة للفلسطينيين تستهدف مصنعي الأسلحة الإسرائيليين في المملكة المتحدة. بدأت أنشطتها الأولى المعروفة في فبراير/شباط 2023، وبدأت الاحتجاجات في أكتوبر/تشرين الأول بعد اندلاع حرب غزة. على غرار حركة فلسطين، قادت المجموعة حملة عالمية ضد شركة إلبيت سيستمز للإلكترونيات الدفاعية التي يقع مقرها في إسرائيل.
في عام 2024، غيّرت المجموعة اسمها إلى «وحدة الحقول» وأعلنت أنها ستُحوّل تركيزها إلى نشر "الدعاية المسلحة" ضد الولايات المتحدة. ثم عُلّقت حساباتها على منصات التواصل الاجتماعي.

## الخلفية
حركة فلسطين هي حركة احتجاجية مقرها المملكة المتحدة تأسست في عام 2020 عندما استهدف الأعضاء المقر الرئيسي لشركة إلبيت في المملكة المتحدة. وقد تحركت المجموعة خلال الأزمة الإسرائيلية الفلسطينية عام 2021 ونفذت احتجاجات منذ ذلك الحين.
بدأت أقدم أنشطة الشبكة المعروفة في مايو 2023، عندما دعمت المجموعة حدثًا في مجلس النواب الأمريكي حول النكبة.

## الإجراءات
في 12 أكتوبر، حاول ناشطون من المجموعة إغلاق مكتب شركة إلبيت في كامبريدج، ماساتشوستس، وفقًا لموقع موندويس.
في 20 أكتوبر، احتج الناشطون في بيتسفيلد، ماساتشوستس، ضد شركة جنرال ديناميكس. ولم ترد شركة جنرال ديناميكس على الأسئلة المتعلقة بتورطها في الحرب، لكنها قالت إنها تدعم حقوق الناشطين في الاحتجاج.
في 25 أكتوبر، احتج النشطاء على شركة إلبيت في معهد وينتوورث للتكنولوجيا [الإنجليزية].
في 30 أكتوبر/تشرين الأول، قام ناشطون بتخريب مكتب شركة إلبيت في بوسطن واحتجاجًا عليه، مُعلنين إغلاقه. وأفادت المجموعة بأن شرطة كامبريدج اعتقلت تسعة أشخاص.
في السادس من نوفمبر/تشرين الثاني، قام ناشطون بتخريب مكتب شركة إلبيت في ولاية فرجينيا.
في 17 نوفمبر/تشرين الثاني، قام ناشطون بإغلاق مداخل بنك بي إن واي ميلون، المستهدف بسبب استثماراته في شركة إلبيت الإسرائيلية. فرقت شرطة مدينة نيويورك الاحتجاجات وألقت القبض على 20 شخصًا.
في أكتوبر 2024، نشرت منظمة وحدة الحقول تقارير عن أعمال تخريب في جامعة هارفارد وجامعات أخرى، دون أن تعلن مسؤوليتها عن ذلك.

### ميريماك 4
في 20 نوفمبر 2023، قام ناشطون بتخريب وإغلاق مكتب لشركة إلبيت في ميريماك، نيو هامبشاير. لقد احتلوا سطح المبنى وتم القبض عليهم. وقد تم تقديمهم للمحاكمة في اليوم التالي وإدانتهم من قبل الطرفين. وكتبت الشبكة على موقع إكس، المعروف سابقًا باسم تويتر، أنه تم إطلاق سراح أحدهم وتم تحديد الكفالة للاثنين الآخرين بمبلغ 20 ألف دولار. وجه المدعي العام لولاية نيو هامبشاير جون فورميلا [الإنجليزية] اتهامات إلى النشطاء في البداية بارتكاب جرائم من الفئة ب. ومع ذلك، تم إسقاط التهم الجنائية في وقت لاحق، وأقر المتهمون بالذنب في ارتكاب جنح التخريب الجنائي والتعدي الجنائي. وقد قضوا 60 يومًا في السجن نتيجة لذلك.

### تغيير الاسم
في أغسطس 2024، أعلنت المجموعة على وسائل التواصل الاجتماعي أنها أصبحت مجموعة "دعاية مسلحة" تسمى وحدة الحقول، في منشور قالت فيه إنه من الضروري "فتح جبهة جديدة ضد الإمبراطورية الأمريكية". تشير عبارة «وحدة الحقول» إلى الوحدة بين مختلف الجهات الفاعلة المناهضة لإسرائيل. تم تعليق حسابات المجموعة على إنستغرام وإكس (المعروف سابقًا باسم تويتر) بعد هذا المنشور.

## الاستجابات
حث السيناتور ماركو روبيو وزارة العدل الأمريكية على التحقيق في قضية وحدة الحقول بتهمة الإرهاب المحلي.